# Gaig blau de l'Índia
El gaig blau de l'Índia (Coracias benghalensis) és una espècie d'ocell de la família dels coràcids (Coraciidae) que habita boscos, zones obertes, terres de conreu i ciutats d'Àsia meridional, des de l'est d'Iraq, cap a l'est, fins l'Índia i Sri Lanka.

## Taxonomia
S'han descrit dues subespècies:
- C. b. benghalensis	(Linnaeus, 1758). Des d'Aràbia oriental fins al nord-est de l'Índia i Bangladesh.
- C. b. indicus Linnaeus, 1766. De l'Índia central i meridional i Sri Lanka.

El gaig blau d'Indoxina és considerat una subespècie més per diversos autors.